# Hockeyclub Oranje-Rood
Hockeyclub Oranje-Rood, kortweg Oranje-Rood is de op een na grootste hockeyclub van Nederland en komt uit Eindhoven. De club is ontstaan op 1 juli 2016 als een voortzetting na het samengaan van EMHC en Oranje Zwart. De club komt bij zowel de mannen als bij de vrouwen uit op het hoogste niveau. De club speelt haar thuiswedstrijden op Sportpark Aalsterweg.

## Geschiedenis

### Ontstaan van de club
Oranje-Rood is officieel opgericht op 1 juli 2016. De vereniging is voortgekomen uit de twee Eindhovense hockeyclubs EMHC en Oranje Zwart. De clubs hadden al vaker gesproken over een fusie. Beide clubs speelden al lange tijd hockeywedstrijden naast elkaar op hetzelfde sportpark en er werd zelfs een speelveld door beide clubs gedeeld. In 2013, op 19 juni, werd door de leden de fusie definitief goedgekeurd. De naam en de clubkleuren, oranje en rood, verwijzen naar de twee hoofdkleuren van de oorspronkelijke clubs. Het oranje van Oranje Zwart en het rood van EMHC. De naam en het logo werden bekendgemaakt op 15 maart 2015
De eerste voorzitter is Frans van Duivenboden. Van Duivenboden was hiervoor de voorzitter van een van de twee fusieclubs, EMHC.
De club is in het eerste jaar met meer dan 2.500 leden, na HC Kampong, de één-na-grootste hockeyclub van Nederland.

### Clubkleuren, naam, logo
De clubkleuren van Oranje-Rood zijn oranje en rood. Oranje was de kleur van het shirt van Oranje Zwart, rood was de kleur van het shirt van EMHC (beide hadden zwart als tweede kleur).
Betreft de naam is niet anders dan een verwijzing naar de clubkleuren. De insteek voor de naam is om een nieuw begin te maken, waarbij de connectie naar het verleden én heden heel belangrijk zijn. Er is gezocht naar een naam waarin de historie zichtbaar is en tegelijkertijd ook een stap naar de toekomst gezet kan worden. Dat is gevonden door de clubkleuren te combineren. Zo is de naam herkenbaar voor iedereen. In het shirt zijn elementen toegevoegd zoals het logo van de gemeente Eindhoven en het jaartal van oprichting op en in de kraag. Het uittenue is wit met kleine oranje en rode elementen.
In het logo is het jaartal 1921 verwerkt, omdat dat het jaar van ontstaan was van de oudste van de twee fusieclubs, EMHC. Met goedkeuring van de KNHB wordt dit gebruikt. De bestaande logo’s van EMHC (cirkel) en Oranje Zwart (schild) staan model voor het nieuwe logo. Door de cirkelvorm een paar keer over elkaar heen te leggen, ontstaat in het midden een schild. Dit is de vorm van het logo. De club verwijst met de kleuren naar prestatie (oranje) en warmte en gezelligheid (rood). Deze kleuren worden verbonden door een rennende hockeyspeler.
Verder werd tijdens de presentatie het logo in twee varianten gepresenteerd, een dames- en een herenvariant.

## Resultaten Heren 1 en Dames 1
| 2 |

| 5 |

| 4 |

| 5 |

| 6* |

| 8 |

| 6 |

| 5 |

| Hoofdklasse |

| Hoofdklasse |

| 2 |

| 5 |

| 4 |

| 5 |

| 6* |

| 8 |

| 6 |

| 5 |

| Hoofdklasse |

| Hoofdklasse |

| 9 |

| 4 |

| 4 |

| 3 |

| ?* |

| ? |

| ? |

| 1 |

| Promotieklasse |

| Hoofdklasse |

| Promotieklasse |

| Hoofdklasse |

| 9 |

| 4 |

| 4 |

| 3 |

| ?* |

| ? |

| ? |

| 1 |

| Promotieklasse |

| Hoofdklasse |

| Promotieklasse |

| Hoofdklasse |